# 진준왕
진준왕(1991년 7월 1일 ~)은 대한민국의 가수, 요리연구가다. 2015년 미니 앨범 [달칵]으로 데뷔했다.

## 방송
- 쇼미더머니3 (2014) - Top25

## 공연
- #3 아거월드 콘서트 (2017)